# Digital Battle Eurovision
Unter dem Namen Digital Battle Eurovision fand am 9. März 2020 die san-marinesische Vorentscheidung für den Eurovision Song Contest 2020 in Rotterdam (Niederlande) statt. Die intern von SMRTV ausgewählte Sängerin Senhit stellte in einem Onlinevotingverfahren zwei Lieder dem Internetpublikum zur Abstimmung bereit.
Am Ende gewann das Lied Freaky! die Abstimmung und wäre somit das Lied gewesen, welches Senhit in Rotterdam hätte vortragen sollen. Die Veranstaltung wurde jedoch am 18. März aufgrund der COVID-19-Pandemie abgesagt.

## Format

### Konzept
Am 6. März 2020 stellte das san-marinesische Fernsehen SMRTV die italienische Sängerin Senhit als Vertreterin für den Staat vor. Die Sängerin vertrat das Land bereits beim Eurovision Song Contest 2011 in Düsseldorf. Damals noch unter dem Namen Senit angetreten, konnte die Sängerin nicht das Finale erreichten und belegte lediglich den 16. Platz im Halbfinale. Damals wurden Senhit ebenfalls intern ausgewählt, ihr Lied wurde dabei ebenfalls intern ausgewählt. Für 2020 veranstaltete die Sängerin allerdings eine Onlineabstimmung unter den Namen Digital Battle Eurovision. Dort stellte die Sängerin zwei Lieder bereit, über die das Internetpublikum vom 7. März 2020 ab 9:00 Uhr (MEZ) bis zum 8. März 2020 um 23:59 Uhr (MEZ) abstimmen konnte. Damit konnten auch Einwohner außerhalb San Marinos bei der Abstimmung mitwirken. Das Lied mit den meisten Stimmen gewann die Abstimmung und wäre somit Senhits Beitrag für den Eurovision Song Contest 2020 gewesen.

### Beitragswahl
Senhit reichte die zwei Lieder selbst beim san-marinesischen Fernsehen San Marino RTV (SMRTV) ein. Sie entschied sich in Absprache mit SMRTV dazu, dass über ihr Beitrag in einer Online-Abstimmung abgestimmt wird.

## Finale
Die Vorstellung der Ergebnisse und somit des Siegerliedes fand am 9. März 2020 statt. Das Lied Freaky! erhielt dabei 51,6 % der Gesamtstimmen und somit 1020 Stimmen mehr als Obsessed.
| Platz | Interpret | Lied Musik (M) und Text (T)                                     | Sprache  | Übersetzung (Inoffiziell) | Stimmen | Stimmen |
| Platz | Interpret | Lied Musik (M) und Text (T)                                     | Sprache  | Übersetzung (Inoffiziell) | Stimmen | Prozent |
| ----- | --------- | --------------------------------------------------------------- | -------- | ------------------------- | ------- | ------- |
| 1.    | Senhit    | Freaky! M/T: Gianluigi Fazio, Henrik Steen Hansen, Nanna Bottos | Englisch | Ausgeflippt!              | 16.433  | 51,6 %  |
| 2.    | Senhit    | Obsessed M/T: Charli Taft, Gianluigi Fazio, Olivier Nordh       | Englisch | Besessen                  | 15.413  | 48,4 %  |